# Bakersfield Condors (ECHL)
Die Bakersfield Condors waren ein US-amerikanisches Eishockeyfranchise aus Bakersfield, Kalifornien. Es spielte von 1998 bis 2015 auf Minor-League-Niveau in der ECHL.

## Geschichte

### Eishockey in Bakersfield
Der Eishockeysport hielt im Jahr 1940 Einzug in Bakersfield mit den Bakersfield Oilers, die die Collegemannschaft der University of Southern California war. Doch bereits nach drei Jahren wurde der Spielbetrieb aufgrund des Zweiten Weltkriegs eingestellt und erst mit den Bakersfield Kernels aus der Southern California Hockey League gab es wieder eine Eishockeymannschaft in der Stadt. Die Kernels verdienten sich den zweifelhaften Ruf als „Bad Boys“ der Liga und ihr Torhüter führte sie in Strafminuten an. Doch auch die Kernels konnten sich nur drei Jahre halten und wurden 1963 aufgelöst.
Fast 30 Jahre später gab es einen Neuanfang für den Eishockeysport in Bakersfield. Eine neue Mannschaft unter dem Namen des ehemaligen Collegeteams Bakersfield Oilers trat in der halbprofessionellen Pacific Southwest Hockey League und das Interesse der Fans war so groß, dass die Teambesitzer sich um einen Platz in der neuformierten West Coast Hockey League bewarben.

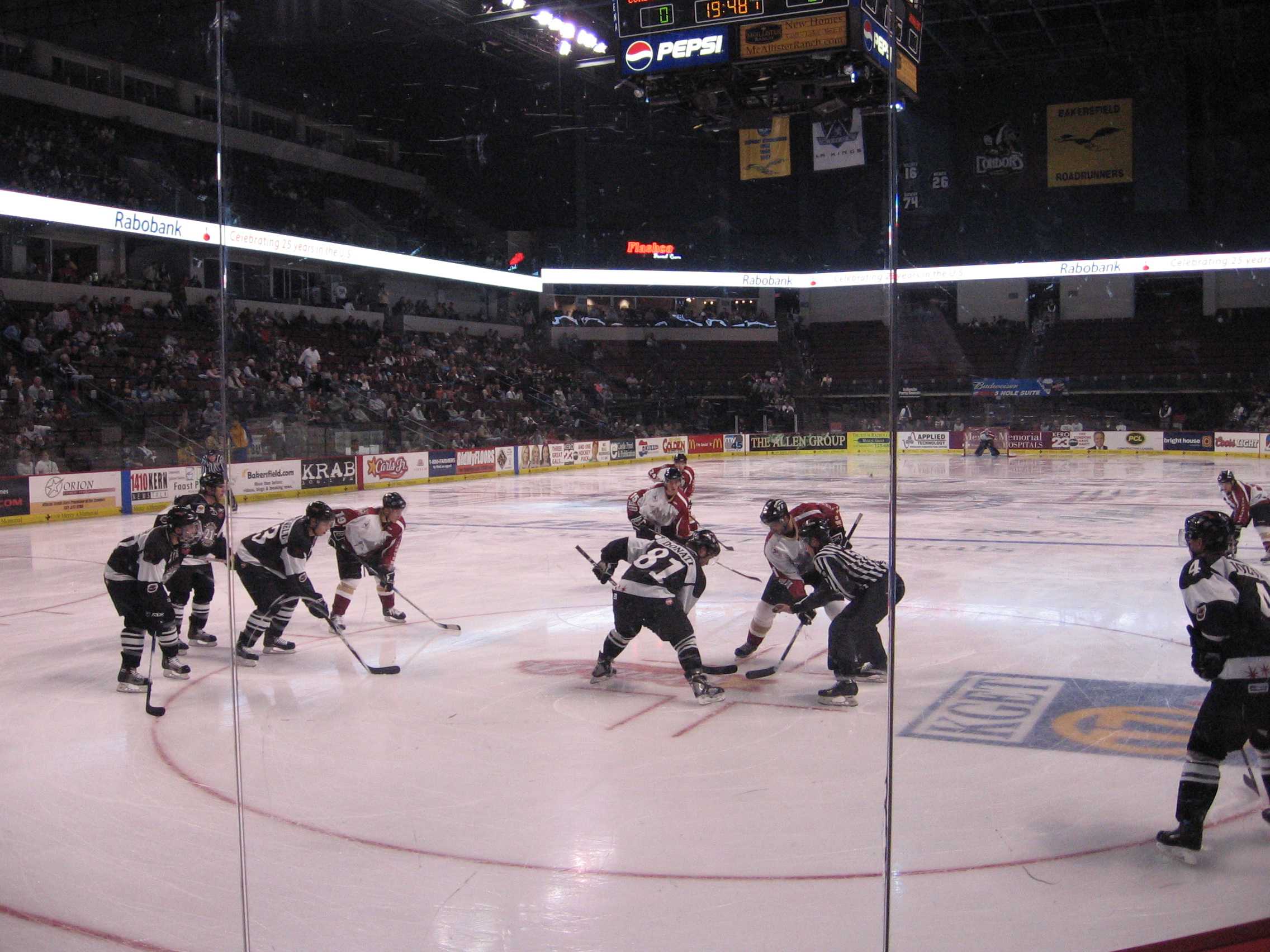
Die Bakersfield Condors im Einsatz gegen die Las Vegas Wranglers

### Etablierung im Profisport
1995 gab die Mannschaft schließlich unter dem Namen Bakersfield Fog ihr Debüt in der WCHL. In den ersten drei Spielzeiten wurde das Team von Keith Gretzky, einem jüngeren Bruder von Wayne Gretzky, trainiert. Unter ihm zeigte die Mannschaft schwankende Leistungen, konnte aber zwei Mal die Playoffs erreichen. Bester Spieler war zur damaligen Zeit Steve Dowhy, der in 184 Spielen für Bakersfield auf 310 Punkte kam.
Zu vielen Veränderungen kam es 1998. Die Mannschaft wurde in Bakersfield Condors umbenannt, Kevin MacDonald löste Gretzky als Trainer ab und das Team zog in den neuen Bakersfield Centennial Garden, der heute den Namen Rabobank Arena trägt. Trotz der Änderungen im Umfeld der Mannschaft, konnte sie sich in den folgenden Jahren nicht verbessern. In den drei Spielzeiten unter Trainer MacDonald erreichten die Condors bei 70 bzw. 72 Saisonspielen nie die Marke von 30 Siegen.
2001 wurde Paul Kelly neuer Trainer in Bakersfield und durch ihn besserten sich auch die Leistungen der Mannschaft. 2001/02 bestritten sie die bis dahin zweitbeste Saison ihrer Geschichte und im Jahr darauf stellten sie mit 41 Siegen sogar einen Franchiserekord auf. Garant für den Erfolg war dabei Torhüter Kevin St. Pierre, der als MVP und bester Torhüter der regulären Saison ausgezeichnet wurde.
Im Sommer 2003 fusionierte die WCHL mit der hochklassigeren ECHL. Paul Kelly führte die Condors zwar noch in die erste Saison in der neuen Liga, jedoch wurde er aufgrund schwacher Leistungen durch Marty Raymond gegen Ende der Spielzeit abgelöst. Der Trainerwechsel zeigte im folgenden Jahr Wirkung und in den nächsten drei Spielzeiten gewann die Mannschaft mindestens 40 der 72 Saisonspiele und zog zwei Mal in die zweite Runde der Play-offs ein. In der Saison 2007/08 strauchelten die Condors, konnten sich aber trotzdem für die Play-offs qualifizieren.
2008 schlossen die Bakersfield Condors einen Kooperationsvertrag mit den Anaheim Ducks aus der NHL ab und fungierten zusammen mit den Iowa Chops aus der AHL als deren Farmteam. Im Juli 2010 wurde die Zusammenarbeit mit den Ducks beendet. Zur Saison 2010/11 erfolgte eine Zusammenarbeit mit den Minnesota Wild.
Im September 2012 unterbreiteten die Bakersfield Condors dem kanadischen Pop- und Contemporary R&B-Sänger, Songwriter und Schauspieler Justin Bieber ein Vertragsangebot für die Saison 2012/13.
Im Januar 2015 wurde bekannt, dass das Team zur Saison 2015/16 nach Norfolk umzieht, um dort fortan als Norfolk Admirals zu firmieren. Hintergrund ist, dass die American Hockey League eine größere Umstrukturierung vornahm, in deren Rahmen die Oklahoma City Barons nach Bakersfield umzogen, um dort ein neues AHL-Team zu betreiben. In der Folge übernahmen die Condors aus der ECHL die Identität der Norfolk Admirals aus der AHL, die ebenfalls umgesiedelt wurden.

## Saisonstatistik
| Saison    | Liga | Division | GP   | W   | L   | T  | OTL | SOL | Pts  | GF   | GA   | PIM   | Playoffs                 |
| 1995/96   | WCHL | WCHL     | 58   | 24  | 29  | 0  | 5   | 0   | 53   | 271  | 323  | 1439  | nicht qualifiziert       |
| 1996/97   | WCHL | WCHL     | 64   | 33  | 26  | 0  | 5   | 0   | 71   | 345  | 325  | 2061  | in Runde 1 ausgeschieden |
| 1997/98   | WCHL | WCHLS    | 64   | 22  | 37  | 0  | 5   | 0   | 49   | 226  | 230  | 1949  | in Runde 1 ausgeschieden |
| 1998/99   | WCHL | WCHLS    | 70   | 21  | 40  | 0  | 9   | 0   | 51   | 213  | 308  | 2010  | in Runde 1 ausgeschieden |
| 1999/2000 | WCHL | WCHLS    | 72   | 24  | 39  | 0  | 9   | 0   | 57   | 244  | 272  | 2343  | in Runde 1 ausgeschieden |
| 2000/01   | WCHL | WCHLS    | 72   | 29  | 36  | 0  | 10  | 0   | 68   | 220  | 273  | 2147  | in Runde 1 ausgeschieden |
| 2001/02   | WCHL | WCHLS    | 72   | 32  | 35  | 0  | 5   | 0   | 69   | 213  | 237  | 1377  | in Runde 1 ausgeschieden |
| 2002/03   | WCHL | WCHL     | 72   | 41  | 22  | 0  | 9   | 0   | 91   | 253  | 186  | 1625  | in Runde 1 ausgeschieden |
| 2003/04   | ECHL | Pacific  | 72   | 25  | 38  | 9  | 0   | 0   | 59   | 201  | 236  | 1750  | nicht qualifiziert       |
| 2004/05   | ECHL | West     | 72   | 40  | 22  | 10 | 0   | 0   | 90   | 232  | 205  | 1691  | in Runde 1 ausgeschieden |
| 2005/06   | ECHL | Pacific  | 72   | 40  | 26  | 6  | 0   | 0   | 86   | 221  | 222  | 1814  | in Runde 2 ausgeschieden |
| 2006/07   | ECHL | Pacific  | 72   | 41  | 19  | 0  | 3   | 9   | 94   | 270  | 236  | 1556  | in Runde 2 ausgeschieden |
| 2007/08   | ECHL | Pacific  | 72   | 26  | 37  | 0  | 2   | 7   | 61   | 230  | 280  | 1772  | in Runde 1 ausgeschieden |
| 2008/09   | ECHL | Pacific  | 72   | 33  | 31  | 0  | 3   | 5   | 74   | 246  | 263  | 1250  | in Runde 1 ausgeschieden |
| 2009/10   | ECHL | Pacific  | 72   | 38  | 29  | 0  | 4   | 1   | 81   | 232  | 243  | 1273  | in Runde 2 ausgeschieden |
| 2010/11   | ECHL | Pacific  | 72   | 41  | 27  | 0  | 2   | 2   | 86   | 222  | 210  | 1528  | in Runde 1 ausgeschieden |
| 2011/12   | ECHL | Pacific  | 72   | 24  | 41  | 0  | 4   | 3   | 55   | 199  | 241  | 1356  | nicht qualifiziert       |
| Gesamt    |      |          | 1192 | 541 | 524 | 39 | 80  | 27  | 1209 | 4048 | 4420 | 25911 |                          |

Abkürzungen: GP = Spiele, W = Siege, L = Niederlagen, T = Unentschieden, OTL = Niederlagen nach Overtime, SOL = Niederlagen nach Shootout, Pts = Punkte, GF = Erzielte Tore, GA = Gegentore, PIM = Strafminuten

## Spätere NHL-Spieler
- C Connor James (2004/05) spielte in der Saison 2005/06 zwei Spiele in der NHL für die Los Angeles Kings
- G Yutaka Fukufuji (2004/05) wurde am 15. Dezember 2006 in den Kader der Los Angeles Kings berufen. Am 13. Januar 2007 wurde er der erste in Japan geborene NHL-Spieler.

## Besondere Ereignisse
Am 11. Januar 2003 stand mit Danielle Dubé erstmals eine Frau für die Bakersfield Condors auf dem Eis. Dubé hütete das Tor in einem Spiel gegen die Anchorage Aces, das die Condors mit 6:4 gewannen. Die kanadische Torhüterin hatte bereits im Jahr zuvor bei WCHL-Ligakonkurrent Long Beach Ice Dogs in 16 Spielen auf dem Eis gestanden.

## Gesperrte Rückennummern
- 16 Paul Willett
- 17 Paul Rosebush
- 26 Glen Mears
- 28 Jamie Cooke
- 74 Steve Dowhy